# Centronycteris centralis
Centronycteris centralis és una espècie de ratpenat que es troba des del sud de Mèxic fins a Panamà, a Centreamèrica, i a Colòmbia, Veneçuela, l'Equador, el Perú, el Brasil i Bolívia, a Sud-amèrica.

## Taxonomia
Antigament inclosa dins el ratpenat de Maximilià, Simmons i Handley demostraren que es tractava d'una espècie propera, però diferent i la inclogueren dins del gènere Centronycteris, que deixà de ser monotípic.